# Colchicum cilicicum
Colchicum cilicicum är en tidlöseväxtart som först beskrevs av Pierre Edmond Boissier, och fick sitt nu gällande namn av Carl Lebrecht Udo Dammer. Colchicum cilicicum ingår i släktet tidlösor, och familjen tidlöseväxter. Inga underarter finns listade i Catalogue of Life.
Artens utbredningsområde anges som södra Turkiet och nordvästra Syrien.

## Bilder

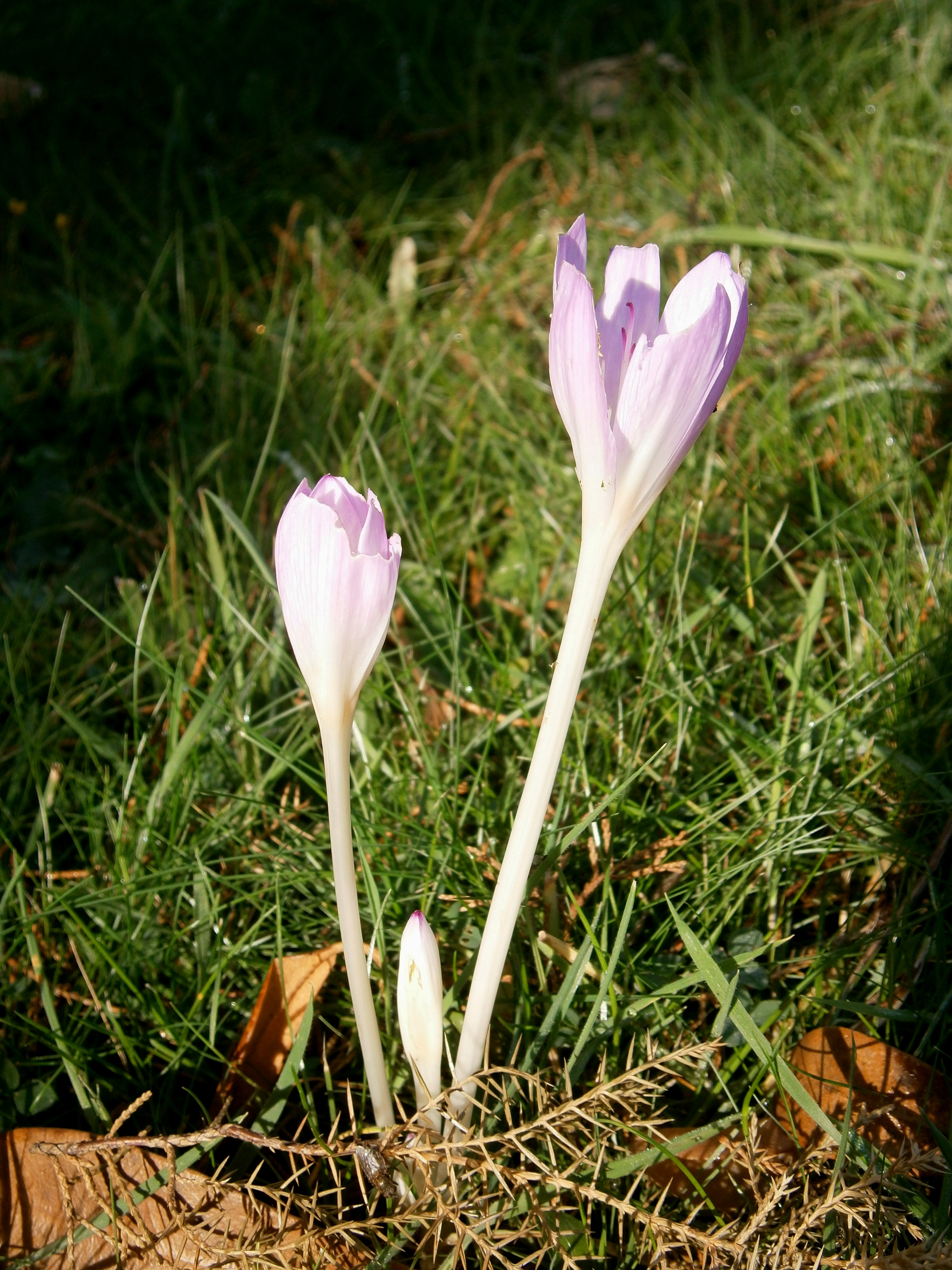
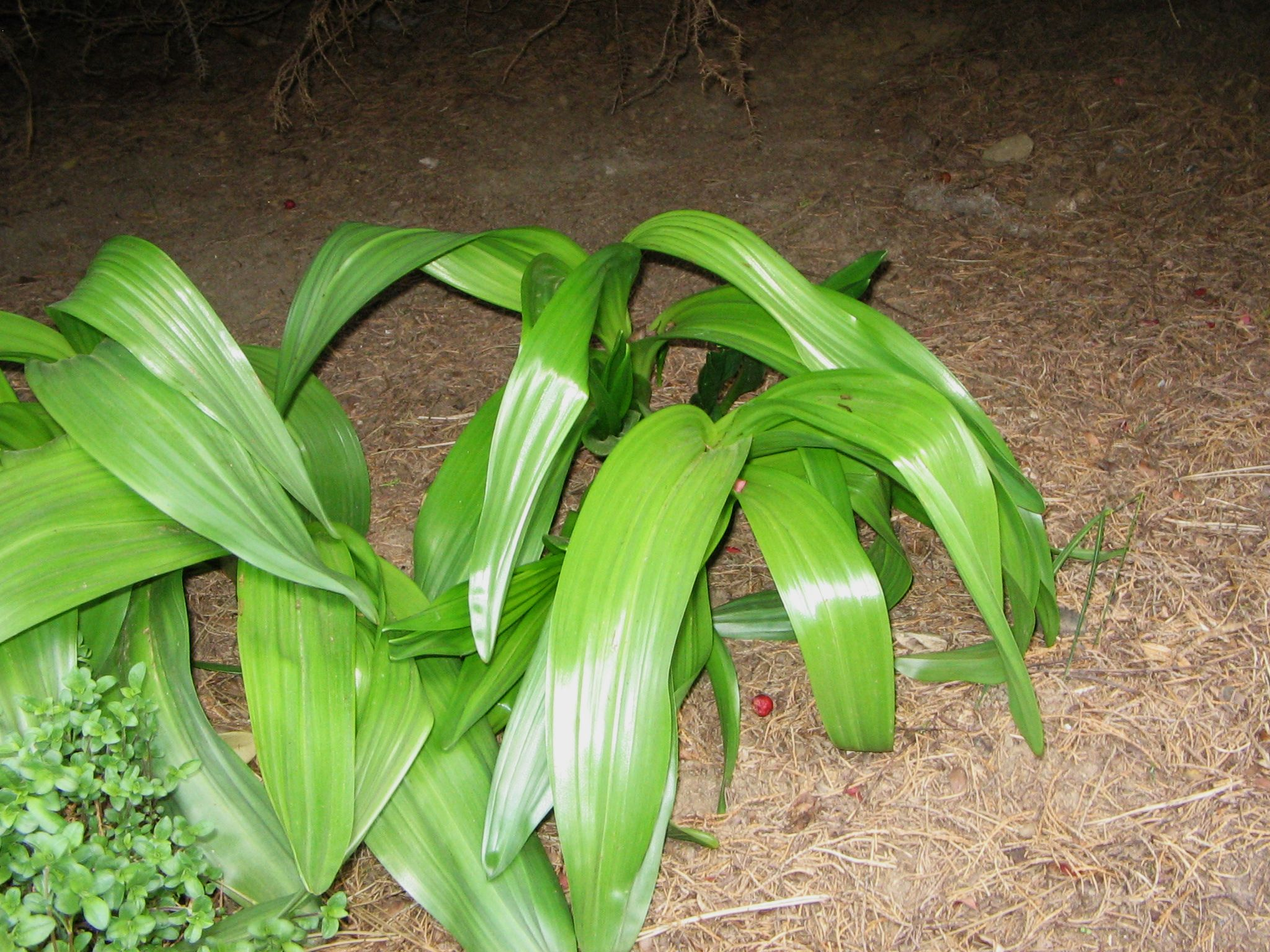
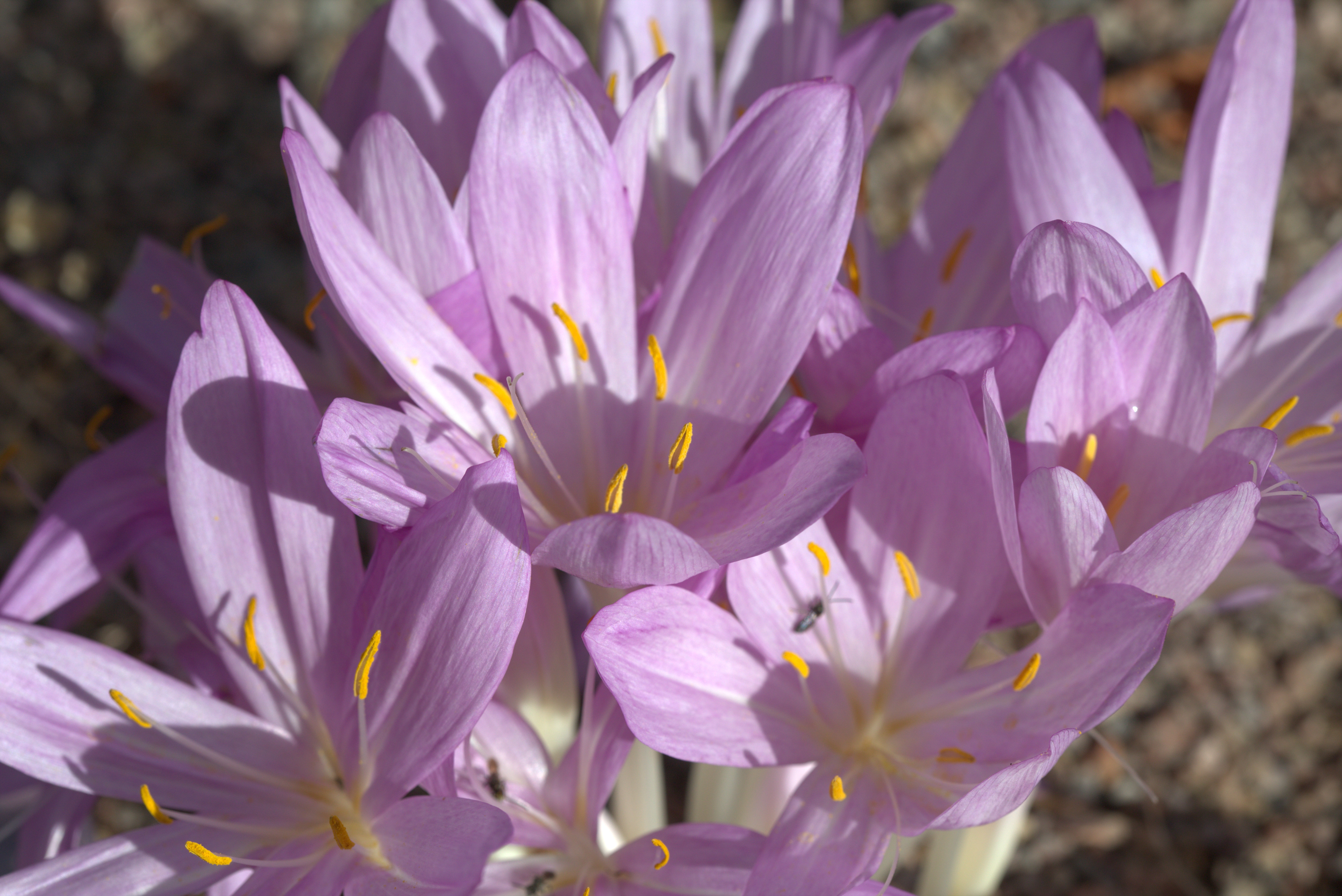